# Sohag (guvernement)

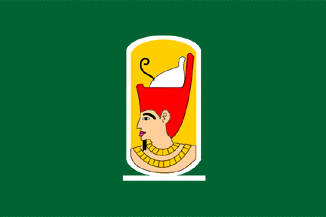
Guvernementets flagga

Lägeskarta

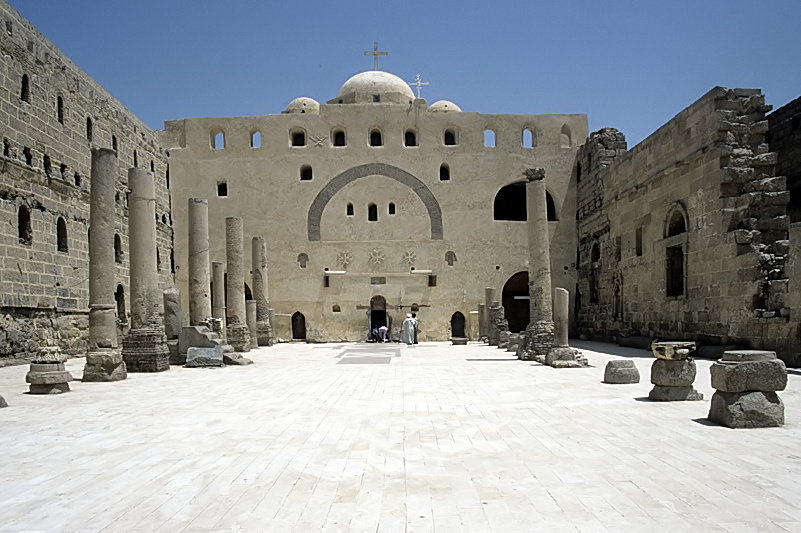
Vita klostret

Guvernementet Sohag (arabiska: محافظة سوهاج, Muhafazat Sawhaj) är ett av Egyptens 27 muhāfazāt (guvernement). Guvernementet ligger i landets mellersta del och gränsar västerut mot Arabiska öknen.

## Geografi
Guvernementet har en yta på cirka 11 218 km²med cirka 5,0 miljoner invånare. Befolkningstätheten är 457 invånare/km².
Fornlämningarna Röda klostret och Vita klostret ligger strax väster om staden Sohag.

## Förvaltning
Guvernementets ISO 3166-2 kod är EG-SHG och huvudort är Sohag. Guvernementet är ytterligare underdelad i 12 markas (områden), 5 kism (distrikt) och 2 städer..
1960 flyttades huvudstaden från Jirja till Sohag och även guvernementet namn ändrades.